# Diadegma californicum
Diadegma californicum là một loài tò vò trong họ Ichneumonidae.